# Polymorphus corynoides
Polymorphus corynoides es una especie de acantocéfalo del género Polymorphus, familia Polymorphidae. Fue descrita por Skrjabin en 1913. Se encuentra en Europa y Asia.